# 福卡角
60°42′S 45°40′W / 60.700°S 45.667°W
福卡角（英語：Foca Point）是南極洲的海岬，位於南奧克尼群島的西格尼島西部，處於埃克斯普雷斯灣入口處南部，在1947年由英國研究隊測量，現時由南極條約體系管理。